# Mant
Mant é uma comuna francesa na região administrativa da Nova Aquitânia, no departamento Landes. Estende-se por uma área de 18,94 km². Em 2010 a comuna tinha 272 habitantes (densidade: 14,4 hab./km²).